# Till There Was You
Til There Was You är en sång av Meredith Willson som även blivit känd i en coverversion av The Beatles.

## Låten och inspelningen
Denna låt kom från Meredith Willsons musikal The Music Man och hade bland annat framförts av Peggy Lee 1958. 
Denna version var den som Paul McCartney hade hört och senare arrangerade om något för Beatles räkning. The Beatles, som fortfarande hade Pete Best på trummor, gjorde den 1 januari 1962 en provspelning för producenten Mike Smith på skivbolaget Decca. Gruppen spelade in femton låtar - däribland Till There Was You. (Tolv av dessa låtar har senare givits ut på LP:n The Complete Silver Beatles, ett namn som är fel eftersom gruppen övergivit detta namn redan på sommaren 1960.) Men Beatles fick inte något kontrakt med Decca.
Gruppen plockade åter fram den för sin andra LP på Parlophone 1963 - With The Beatles.
Låten innehåller ganska avancerad stämsång och Ringo Starr spelar här bongo. Man gjorde tre tagningar på den 18 juli 1963 utan att bli nöjd med någon version. Därefter gjorde man ytterligare åtta tagningar 30 juli 1963 innan man fick den version man var nöjd med. 
With the Beatles kom ut i England 22 november 1963. I USA gavs den amerikanska motsvarigheten Meet the Beatles! ut. På With The Beatles fanns sex covers. Av dessa var Till There Was You den enda som kom med på Meet The Beatles.